# Lance Reddick
Lance Solomon Reddick (Baltimora, 7 giugno 1962 – Los Angeles, 17 marzo 2023) è stato un attore statunitense.

## Biografia
Debuttò nel 1996 in un episodio di New York Undercover. Nel 2000 e nel 2001 interpretò il ruolo del detective Johnny Basil nella serie televisiva della HBO Oz. Nel 2002 apparve nel videoclip 03 Bonnie & Clyde di Jay-Z e Beyoncé nelle vesti di un ufficiale di polizia. Dal 2002 al 2008 recitò nella serie televisiva The Wire col ruolo di Cedric Daniels. Negli anni 2008-2009, Reddick fu Matthew Abaddon nella serie televisiva Lost.
I produttori della serie Damon Lindelof e Carlton Cuse lo vollero nella serie creata dallo stesso Lindelof con J. J. Abrams e Jeffrey Lieber dopo averlo visto recitare in Oz, proprio come fecero per Harold Perrineau (Michael Dawson), Adewale Akinnuoye-Agbaje (Mr. Eko) e Ken Leung (Miles Straume). Sempre nel 2008 egli accettò di recitare nell'episodio pilota della serie Fringe, creata dallo stesso Abrams nel ruolo di Phillip Broyles. Interpretò il ruolo fino al 2013, anno in cui la serie è giunta al termine. Nel 2011 sposò Stephanie Day. 
Nel 2014 venne scelto da Ryan Murphy per interpretare il ruolo di Papa Legba nella terza stagione di American Horror Story, ruolo che riprenderà poi anche nel 2018, nell'ottava stagione. Sempre dal 2014 interpreta il ruolo di Charon, portiere del Continental nella serie cinematografica John Wick, fino al 2023. Il 22 febbraio 2023 postò il suo ultimo video su Facebook di unboxing come annuncio ufficiale della sua partecipazione nel film spin-off Ballerina. 
Interpreta i panni di Zeus nella serie tv Percy Jackson e gli dei dell’Olimpo prodotto da Disney.
Il 17 marzo 2023, all’età di 60 anni, è morto nella sua casa di Los Angeles per una malattia cardiovascolare.

## Filmografia

### Cinema
- Paradiso perduto (Great Expectations), regia di Alfonso Cuarón (1998)
- Attacco al potere (The Siege), regia di Edward Zwick (1998)
- Sognando l'Africa (I Dreamed of Africa), regia di Hugh Hudson (2000)
- Don't Say a Word, regia di Gary Fleder (2001)
- Bridget, regia di Amos Kollek (2002)
- Brother to Brother, regia di Rodney Evans (2004)
- Dirty Work, regia di Bruce Terris (2006)
- Tennessee, regia di Aaron Woodley (2008)
- The Way of War - Sentieri di guerra (The Way of War), regia di John Carter (2009)
- Jonah Hex, regia di Jimmy Hayward (2010)
- Una scuola per Malia (Won't Back Down), regia di Daniel Barnz (2012)
- Sotto assedio - White House Down (White House Down), regia di Roland Emmerich (2013)
- Oldboy, regia di Spike Lee (2013)
- Faults, regia di Riley Stearns (2014)
- The Guest, regia di Adam Wingard (2014)
- John Wick, regia di David Leitch e Chad Stahelski (2014)
- John Wick - Capitolo 2 (John Wick: Chapter 2), regia di Chad Stahelski (2017)
- Little Woods, regia di Nia DaCosta (2018)
- Canal Street, regia di Rhyan LaMarr (2018)
- The Domestics, regia di Mike P. Nelson (2018)
- Monster Party, regia di Chris von Hoffmann (2018)
- John Wick 3 - Parabellum (John Wick: Chapter 3 - Parabellum), regia di Chad Stahelski (2019)
- Attacco al potere 3 - Angel Has Fallen (Angel Has Fallen), regia di Ric Roman Waugh (2019)
- Quella notte a Miami... (One Night in Miami...), regia di Regina King (2020)
- Sylvie's Love, regia di Eugene Ashe (2020)
- Godzilla vs. Kong, regia di Adam Wingard (2021)
- John Wick 4 (John Wick: Chapter 4), regia di Chad Stahelski (2023) - postumo
- White Men Can't Jump, regia di Calmatic (2023) - postumo
- Shirley - In corsa per la Casa Bianca (Shirley), regia di John Ridley (2024) - postumo
- Ballerina, regia di Len Wiseman (2025) - postumo

### Televisione
- New York Undercover – serie TV, episodio 2x22 (1996)
- Swift - Il giustiziere (Swift Justice) – serie TV, episodio 1x09 (1996)
- La tata (The Nanny) – serie TV, episodio 5x08 (1997)
- Parole dal cuore (What the Deaf Man Heard), regia di John Kent Harrison – film TV (1997)
- Dalla parte sbagliata (The Fixer), regia di Charles Robert Carner – film TV (1998)
- Witness to the Mob, regia di Thaddeus O'Sullivan – film TV (1998)
- West Wing - Tutti gli uomini del Presidente (The West Wing) – serie TV, episodio 1x10 (1999)
- Law & Order - Unità vittime speciali (Law & Order: Special Victims Unit) – serie TV, 6 episodi (2000-2001)
- The Beat – serie TV, episodio 1x03 (2000)
- Falcone – serie TV, 3 episodi (2000)
- Oz – serie TV, 12 episodi (2000-2001)
- The Corner – miniserie TV, 2 puntate (2001)
- Law & Order - I due volti della giustizia (Law & Order) – serie TV, episodi 12x04-14x14 (2001-2004)
- Keep the Faith, Baby, regia di Doug McHenry – film TV (2002)
- 100 Centre Street – serie TV, episodio 2x17 (2002)
- The Wire – serie TV, 58 episodi (2002-2008)
- Law & Order: Criminal Intent – serie TV, episodio 2x14 (2003)
- CSI: Miami – serie TV, episodi 3x22-3x24-4x25 (2005-2006)
- Numb3rs – serie TV, episodio 3x15 (2007)
- Lost – serie TV, 4 episodi (2008-2009)
- Fringe – serie TV, 90 episodi (2008-2013)
- C'è sempre il sole a Philadelphia (It's Always Sunny in Philadelphia) – serie TV, episodio 7x05 (2011)
- Wilfred – serie TV, episodio 3x08 (2013)
- NTSF:SD:SUV:: – serie TV, episodio 3x05 (2013)
- Intelligence – serie TV, 5 episodi (2014)
- American Horror Story – serie TV, 4 episodi (2014-2018)
- The Blacklist – serie TV, episodi 1x15-1x16 (2014)
- Bosch – serie TV 68 episodi (2014-2021)
- Castle – serie TV, episodio 7x23 (2015)
- Mary+Jane – serie TV, episodio 1x05 (2016)
- Corporate – serie TV, 18 episodi (2018-2020)
- Young Sheldon – serie TV, episodio 5x07 (2021)
- Resident Evil – serie TV, 8 episodi (2022)
- L'ammutinamento del Caine - Corte marziale (The Caine Mutiny Court-Martial), regia di William Friedkin – film TV (2023) - postumo
- Bosch: l'eredità (Bosch: Legacy) – serie TV, episodio 2x10 (2023) - postumo
- Percy Jackson e gli dei dell'Olimpo (Percy Jackson and the Olympians) – serie TV, episodio 1x08 (2023) - postumo

## Doppiaggio

### Serie animate
- Alan Rails in Rick and Morty
- Il Capitano in Castelvania
- Clappers in Paradise Police
- Cutler in Tron - La serie
- Falcon in Avengers - I più potenti eroi della Terra
- Generale Lunaris in DuckTales
- Ra's al Ghul in Beware the Batman
- Renzo in Farzar
- Thordak in La leggenda di Vox Machina
- Erickson in Invincible: Atom Eve - postumo
- Lex Luthor in Kite Man: Hell Yeah! - postumo

### Videogiochi
- Comandante Zavala in Destiny, Destiny 2
- Sylens in Horizon Zero Dawn, Horizon Forbidden West
- Carter in 50 Cent: Blood on the Sand
- Charon in Payday 2
- Martin Hatch in Quantum Break
- Hellboy in Hellboy: Web of Wyrd - postumo

## Doppiatori italiani
Nelle versioni in italiano delle opere in cui ha recitato, Lance Reddick è stato doppiato da:
- Paolo Maria Scalondro in John Wick, John Wick - Capitolo 2, John Wick 3 - Parabellum, Young Sheldon, John Wick 4, Percy Jackson e gli dei dell'Olimpo, Shirley - In corsa per la Casa Bianca, Ballerina
- Gaetano Varcasia in Law & Order - Unità vittime speciali (ep. 1x16), Oz, CSI: Miami (ep. 3x20, 3x22)
- Roberto Draghetti in Una scuola per Malia, American Horror Story, Bosch (st. 1-6)
- Mauro Magliozzi in CSI: Miami (ep. 4x25), Godzilla vs. Kong
- Stefano Mondini in Attacco al potere, The Blacklist
- Stefano Benassi in Intelligence, Castle
- Alberto Angrisano in Quella notte a Miami..., White Men Can't Jump
- Roberto Pedicini in Bosch (st. 7), Bosch: l'eredità
- Davide Marzi in Law & Order - Unità vittime speciali (ep. 1x22)
- Edoardo Nordio in Law & Order - Unità vittime speciali (ep. 2x01-2x16-2x19)
- Massimo Bitossi in Law & Order - Unità vittime speciali (ep. 3x08)
- Massimo Lodolo in Law & Order - I due volti della giustizia (ep. 12x04)
- Massimo Rossi in Don't Say a Word
- Mario Bombardieri in Bridget
- Gianni Bersanetti in The Wire
- Alberto Sette in Law & Order: Criminal Intent
- Pasquale Anselmo in Oldboy
- Pino Insegno in Lost
- Simone Mori in Fringe
- Alessandro Ballico in Jonah Hex
- Gaetano Lizzio in Sotto assedio - White House Down
- Donato Sbodio in The Guest
- Riccardo Lombardo in Quantum Break
- Andrea Lavagnino in The Domestics
- Carlo Scipioni in Attacco al potere 3 - Angel Has Fallen
- Stefano Albertini in Sylvie's Love
- Massimiliano Lotti in Resident Evil
- Dario Oppido in L'ammutinamento del Caine - Corte marziale

Da doppiatore è sostituito da:
- Renzo Ferrini in Horizon Zero Dawn, Horizon Forbidden West
- Francesco De Francesco in Avengers - I più potenti eroi della Terra
- Riccardo Lombardo in Quantum Break
- Marco Pagani in Destiny 2
- Dario Oppido in DuckTales
- Enrico Pallini in Paradise Police
- Stefano Albertini in Castelvania